# Wahadło elastyczne

Wahadło elastyczne (nazywane także wahadłem sprężynowym lub kołyszącą się sprężyną) to układ fizyczny, w którym masa jest połączona z sprężyną, co powoduje, że ruch ma cechy zarówno prostego wahadła, jak i jednowymiarowego układu sprężyna-masa. Dla określonych wartości energii, układ wykazuje cechy zachowania chaotycznego i jest wrażliwy na warunki początkowe. Przy bardzo niskiej i bardzo wysokiej energii pojawia się również regularny ruch. Ruch wahadła sprężynowego opisują sprzężone zwyczajne równania różniczkowe. To zachowanie sugeruje złożoną interakcję między stanami energetycznymi a dynamiką układu.

## Analiza i interpretacja

2 DOF wahadło sprężynowe z wykresami w układzie współrzędnych biegunowych.

Układ jest znacznie bardziej złożony niż proste wahadło, ponieważ właściwości sprężyny dodają dodatkowy stopień swobody. Na przykład, gdy sprężyna się skraca, to zmniejsza się promień łuku, po którym porusza się ciężarek - powoduje to szybszy jego ruch ze względu na zachowanie momentu pędu. Możliwe jest również, że zakres sprężyny jest przejęty przez ruch wahadła, co sprawia, że staje się ona praktycznie neutralna wobec jego ruchu.

### Lagrangian
Oznaczenia: {\displaystyle l_{0}} - długość spoczynkowa sprężyny, {\displaystyle x} - rozciągnięcie lub skrócenie sprężyny od długości spoczynkowej, {\displaystyle \theta } - kąt odchylenia wahadła od pionu.
Lagrangian {\displaystyle L} ma postać:
{\displaystyle L=T-V}
gdzie {\displaystyle T} to energia kinetyczna, a {\displaystyle V} to energia potencjalna.
Prawo Hooke’a opisuje energię potencjalną samej sprężyny:
{\displaystyle V_{k}={\frac {1}{2}}kx^{2}}
gdzie {\displaystyle k} to stała sprężystości sprężyny.
Energia potencjalna wynikająca z grawitacji zależy od wysokości, na jakiej znajduje się ciężarek. Dla kąta odchylenia {\displaystyle \theta } i rozciągnięcia {\displaystyle x} energia potencjalna wynosi:
{\displaystyle V_{g}=-gm(l_{0}+x)\cos \theta }
gdzie {\displaystyle g} to przyspieszenie grawitacyjne.
Energia kinetyczna jest opisana wzorem:
{\displaystyle T={\frac {1}{2}}mv^{2}}
gdzie {\displaystyle v} to prędkość ciężarka. Aby wyrazić {\displaystyle v} za pomocą zmiennych {\displaystyle \theta ,x}, wektor prędkości rozkłada się na składowe wzdłużną i prostopadłą do sprężyny, co daje wyrażenie 
{\displaystyle T={\frac {1}{2}}m({\dot {x}}^{2}+(l_{0}+x)^{2}{\dot {\theta }}^{2})}
Lagrangian przyjmuje więc postać:
{\displaystyle L=T-V_{k}-V_{g}}
czyli:
{\displaystyle L[x,{\dot {x}},\theta ,{\dot {\theta }}]={\frac {1}{2}}m({\dot {x}}^{2}+(l_{0}+x)^{2}{\dot {\theta }}^{2})-{\frac {1}{2}}kx^{2}+gm(l_{0}+x)\cos \theta }

### Równania ruchu
Przy dwóch stopniach swobody, określonych przez zmienne {\displaystyle x} i {\displaystyle \theta }, równania ruchu można wyprowadzić za pomocą równań Eulera-Lagrange’a, napisanych dla tych dwóch zmiennych:
{\displaystyle {\partial L \over \partial x}-{\operatorname {d}  \over \operatorname {d} t}{\partial L \over \partial {\dot {x}}}=0}
{\displaystyle {\partial L \over \partial \theta }-{\operatorname {d}  \over \operatorname {d} t}{\partial L \over \partial {\dot {\theta }}}=0}
Dla {\displaystyle x}:
{\displaystyle m(l_{0}+x){\dot {\theta }}^{2}-kx+gm\cos \theta -m{\ddot {x}}=0}
Stąd otrzymuje się równanie na {\displaystyle {\ddot {x}}}:
{\displaystyle {\ddot {x}}=(l_{0}+x){\dot {\theta }}^{2}-{\frac {k}{m}}x+g\cos \theta }
Dla {\displaystyle \theta }:
{\displaystyle -gm(l_{0}+x)\sin \theta -m(l_{0}+x)^{2}{\ddot {\theta }}-2m(l_{0}+x){\dot {x}}{\dot {\theta }}=0}
Stąd otrzymuje się równanie na {\displaystyle {\ddot {\theta }}}:
{\displaystyle {\ddot {\theta }}=-{\frac {g}{l_{0}+x}}\sin \theta -{\frac {2{\dot {x}}}{l_{0}+x}}{\dot {\theta }}}
Wahadło sprężynowe opisują więc dwa sprzężone równania różniczkowe zwyczajne. Można je rozwiązać numerycznie. Dodatkowo, można użyć metod analitycznych do badania intrygującego zjawiska przejścia porządek-chaos-porządek.

## Zastosowania
Wahadło sprężynowe ma zastosowanie w fizyce technicznej oraz symulacji komputerowej, gdzie jest wykorzystywane do modelowania systemów dynamicznych z chaosem deterministycznym. Może być używane w badaniach naukowych oraz w edukacji, aby lepiej zrozumieć zagadnienia związane z mechaniką klasyczną.

## Dalsza lektura
- Pavel Pokorny. Stability Condition for Vertical Oscillation of 3-dim Heavy Spring Elastic Pendulum. „Regular and Chaotic Dynamics”. 13 (3), s. 155–165, 2008. DOI: 10.1134/S1560354708030027. Bibcode: 2008RCD....13..155P.{{Cytuj pismo}} Nieznane pola: "s2cid".
- Pavel Pokorny. Continuation of Periodic Solutions of Dissipative and Conservative Systems: Application to Elastic Pendulum. „Mathematical Problems in Engineering”, s. 1–15, 2009. DOI: 10.1155/2009/104547.{{Cytuj pismo}} Nieznane pola: "doi-access".